# Доиджашвили, Манана
Манана Левановна Доиджашвили (груз. მანანა დოიჯაშვილი) (5 ноября 1947 — 17 января 2023) — советская и грузинская пианистка, народная артистка Грузинской ССР (1989), ректор Тбилисской государственной консерватории имени Вано Сараджишвили (2000—2012).

## Биография
Занималась музыкой с 7-летнего возраста. После окончания музыкального училища поступила в Московский институт им. Гнесиных в класс профессора Александра Иохелеса. После первого курса вернулась в Тбилиси из-за тяжёлой болезни матери. В 1971 году окончила Тбилисскую консерваторию по классу Тенгиза Амиреджиби.
С 1967 года солистка Грузинской филармонии.
В 1970 году получила пятую премию и специальный приз за лучшее исполнение сонаты Дж. Энеску на Международном конкурсе имени Джордже Энеску (Бухарест). Победитель Международного конкурса в Градец-Кралове (1974).
В 1977 году получила шестую премию на Международном конкурсе в Сиднее.
Исполняла произведения Баха, Моцарта, Бетховена, Мендельсона, Шопена, Листа, Шумана, Брамса, Сметаны, Прокофьева, О. Тактакишвили. Выступала в Болгарии, Финляндии, США, Испании, Австрии, Германии, Аргентине, Корее, Австралии и других странах.
Концертную деятельность совмещала с преподаванием в Тбилисской консерватории (с 1974 года старший преподаватель, затем — доцент и профессор). С 2000 по 2012 год ректор консерватории, с 2012 года заместитель ректора.
В 1994 году, в тяжелейший для экономики Грузии период, по её просьбе было начато восстановление Большого зала консерватории. С 1997 года в нём проводились Международные конкурсы пианистов.
Скончалась 17 января 2023 года.

## Звания и награды
Заслуженная артистка Грузинской ССР (1976). Народная артистка Грузинской ССР (1989).
Лауреат Премии имени Закария Палиашвили (2003), Премии Российского фонда исполнительских искусств (2004).
Награждена орденом Чести  (1999). Кавалер Ордена литературы и искусства Франции (2005) и Ордена Звезды итальянской солидарности (2010).

## Грампластинки
- Брамс, Иоганнес (1833—1897). Соната № 2 [Звукозапись] : фа диез минор : для фортепиано : соч. 2 / И. Брамс. Фортепианные пьесы / О. Тактакишвили; [все произв.] исполн. М. Доиджашвили, фортепиано. — Москва : Мелодия, 1976 (ВСГ). — 1 грп. [ГОСТ 5289-73].
- Манана Доиджашвили (фортепиано) [Звукозапись] : [концерт]. — Москва : Мелодия, [1976] (ВСГ). — 1 грп. [ГОСТ 5289-73] : 33 об/мин, стерео; 30 см, в конв.
- Манана Доиджашвили, фортепиано [Звукозапись] : [концерт]. — Москва : Мелодия, [1978] (Апрелевка : Апрелев. з-д грп.). — 1 грп. [ГОСТ 5289-73] : 33 об/мин, стерео; 30 см, в конв.
- Манана Доиджашвили, фортепиано [Звукозапись] / исполн. Манана Доиджашвили, фортепиано; [авт. коммент.] Н. Кавтарадзе. — Москва : Мелодия, 1990 (Апрелевка : Апрелевский з-д грп.). — 1 грп. [ГОСТ 5289-88] (004358).